# Парцахашвили, Виктория Юрьевна
Виктория Юрьевна Парцахашвили (род. 30 марта 2000, Кропоткин, Краснодарский край) — российская пловчиха с аквалангом.

## Карьера
Начала заниматься плаванием в родном Кропоткине. Тренируется у ЗТР Евгения Григорьева в Центре олимпийской подготовки водных видов спорта.
На первенстве мира 2016 года стала победителем в заплыве на 400 метров с аквалангом, а также заняла 3 место на дистанции 100 метров плавания с аквалангом. 
В апреле 2017 года завоевала две золотые медали на первенстве России среди юниоров. В мае 2017 года стала второй на чемпионате России. На первенстве мира по плаванию в ластах завоевала золото.
С чемпионата Европы 2017 года привезла золото, завоёванное на дистанции 400 метров с аквалангом.
Приказом министра спорта России  Виктории присвоено спортивное звание ПРИКАЗ 142 н г ОТ 20.11.17 Г. МИНИСТЕРСТВО СПОРТА РОССИЙСКОЙ ФЕДЕРАЦИИ мастер спорта международного класса России.